# Condado de Roanoke
O Condado de Roanoke é um dos 95 condados do Estado americano de Virgínia. A sede do condado é Salem, e sua maior cidade é Salem. O condado possui uma área de 650 km² (dos quais 0 km² estão cobertos por água), uma população de 85 778 habitantes, e uma densidade populacional de 680 hab/km² (segundo o censo nacional de 2000). O condado foi fundado em 1830.